# المناصرة (الحمادات)
المناصرة هو دُوَّار يقع بجماعة كيسر، إقليم سطات، جهة الدار البيضاء سطات في المملكة المغربية. ينتمي الدوّار لمشيخة الحمادات التي تضم 17 دوار. يقدر عدد سكانه بـ 454 نسمة حسب الإحصاء الرسمي للسكان والسكنى لسنة 2004.

## روابط خارجية
- البوابة الوطنية للجماعات الترابية
- المندوبية السامية للتخطيط